# C. J. Valleroy
 (mars 2015).
Si vous disposez d'ouvrages ou d'articles de référence ou si vous connaissez des sites web de qualité traitant du thème abordé ici, merci de compléter l'article en donnant les références utiles à sa vérifiabilité et en les liant à la section « Notes et références ».
Christopher Jeffrey Valleroy est un acteur américain né le 11 janvier 1999 à Oklahoma City.
Il est notamment connu pour avoir tenu le rôle du jeune athlète olympique Louis Zamperini dans Invincible, nommé aux Oscars.

## Biographie
Il a commencé sa carrière comme modèle et danseur à 10 ans et s'installe à Los Angeles à la recherche d'une carrière dans le show business. À 14 ans, il fait ses débuts à la télévision dans un épisode de la série Deadtime Stories. Durant son temps libre, il se produit comme danseur SparKid dans des matchs des Los Angeles Sparks.

## Filmographie

### Cinéma
- 2014 : Invincible de Angelina Jolie : jeune Louis Zamperini
- 2015 : Bandito, court métrage de Evan Kelman : Jamie

### Télévision
- 2013 : Deadtime Stories : Max
- 2015 : Lumen de Joe Johnston : Charlie Drake
- 2015 : NCIS : Los Angeles, saison 6, épisode 20 : Callen à 15 ans
- 2019 : Bull (série télévisée, 2016), saison 3, épisode 17 : Lucas Schweiger